# کالیو لپیک

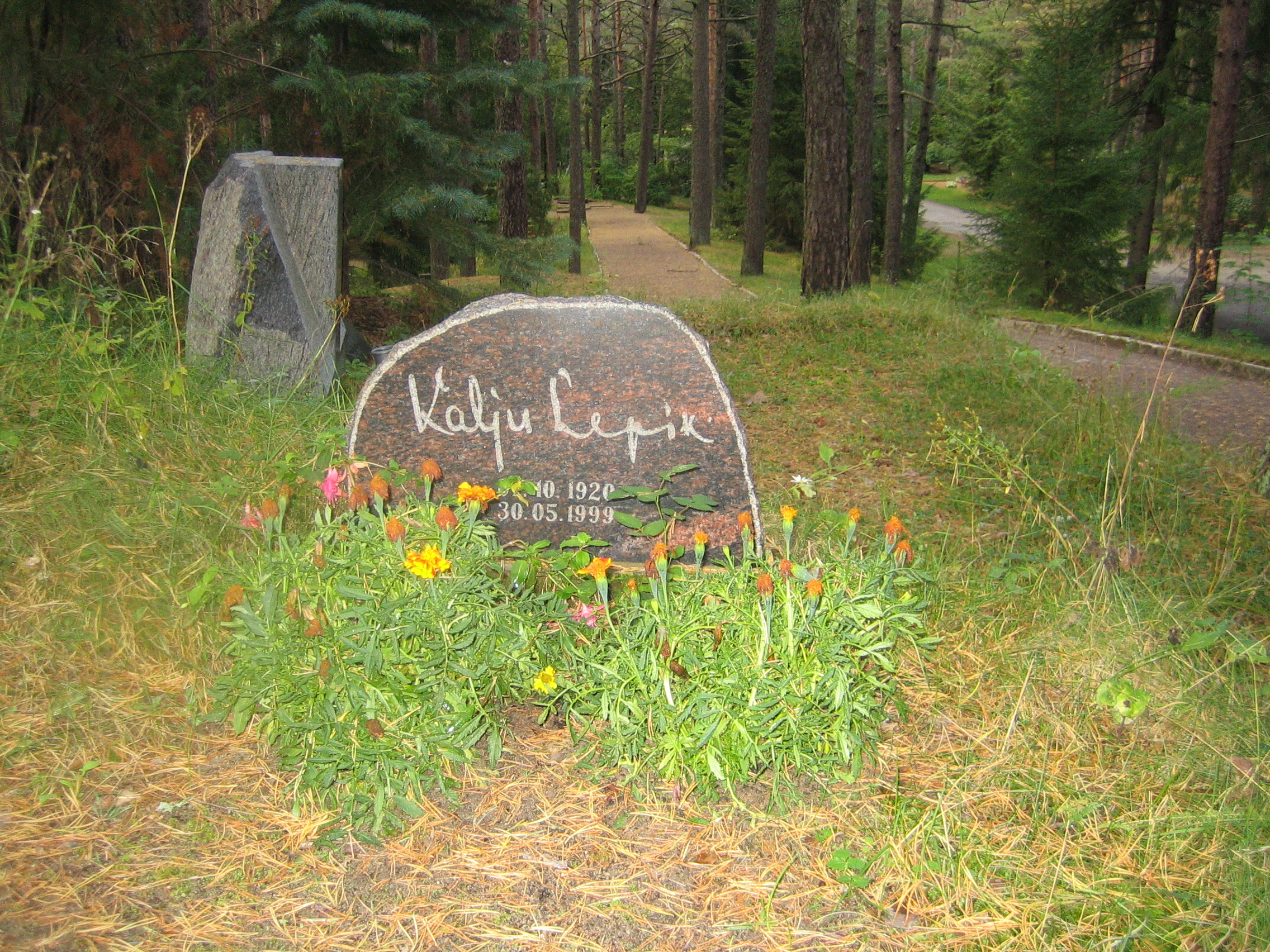
شاعر استونیایی

کالیو لپیک (به استونیایی: Kalju Lepik) ‏(۷ اکتبر ۱۹۲۰ در بخش کوئرو – ۳۰ مه ۱۹۹۹ در تالین) از شاعران استونیایی بود که بیشتر عمر خود را در تبعید زندگی کرد.

## آثار
مجموعه‌ای از شعرهایش که بین سال‌های ۱۹۳۸ تا ۱۹۷۹ سروده شده در ده مجله چاپ و منتشر شده است و همگی شعرهایی است که لپیک در مهاجرت سروده‌است. مجموعهٔ شعر «مرگ چشم کودکانه‌ای دارد» مجموعه‌ای از شعرهای اوست که به نه زبان ترجمه شده‌است. وی همچنین ویراستاری شعرهای شاعر نمادگرای استونی «گوستاو سویتس» را بر عهده داشته‌است.
برداشت‌های او از شعرهای فولکلوریک در خارج و داخل استونی، روی شاعران استونی تأثیر فراوان بر جای گذاشته‌است.